# 黒崎優香
黒﨑 優香（くろさき ゆうか、1997年6月12日 - ）は、福岡県北九州市出身の女子サッカー選手。USLスーパーリーグのDCパワーFC所属。ポジションはミッドフィールダー。藤枝順心高等学校出身。株式会社ユウカ考務店代表取締役。

## 経歴

### ユース
4歳上の兄の影響で4歳の時にサッカーを始め、地元の神理FCで小学生時代6年間サッカーを続け、クラブ最初の女子卒業生となった。その後は、福岡県北九州市を拠点とするニューウェーブ北九州レディースで中学3年間サッカーに打ち込んだ。
中学卒業後は生まれ育った福岡を離れ、単身で静岡の藤枝順心高等学校に進学。第22回全日本高等学校女子サッカー選手権大会では、高校一年生ながら途中出場し、0-1で負けていながらも、後半ロスタイムに劇的同点ゴールを決め、PK戦の末に常盤木学園高等学校を破り決勝に駒を進めた。決勝戦では敗れ、全国で2位となった。
翌年の第23回全日本高等学校女子サッカー選手権大会では3位、高校3年次の第24回全日本高等学校女子サッカー選手権大会ではチームのキャプテンを務め、9年ぶり2回目の優勝を成し遂げた。
高校卒業後はアメリカに渡り、1年間の語学学校期間を経てケンタッキー大学に入学。1年生ながら10番を背負い、チームに貢献。大学2年目も開幕3戦連続ゴールを決めた。その後、オクラホマ大学に編入した。大学3年目は、13試合をスターティングメンバーとして出場し、3ゴール3アシストを記録。大学4年目は、新型コロナウイルス感染症の影響により、集大成となる最後のシーズンは9試合のみに縮小された。

### シニア
2021年1月、大学4年時の後期には、オーストリアの女子1部リーグ女子ブンデスリーガのFCヴァッカー・インスブルックに移籍。8試合全ての試合をスターティングメンバーとして出場し、4ゴール2アシストの活躍でチームに貢献した。
同年9月にノルウェーの女子1部リーグトップセリエンのアルナー＝ビョルナーへの移籍が発表された。2021年シーズンは合流後、残り5試合中4試合に出場した。
2022年シーズン、開幕スタメン出場。23試合出場で4ゴール、3アシストの成績を残した。
2023年7月20日、フィンランドの女子1部リーグカンサリネン・リーガに所属するクオピオ・パッロセウラ（KuPS）へシーズン途中に加入。加入後、すぐにスタメンに定着し、11試合で3ゴール、3アシスト。UEFA女子チャンピオンズリーグ 2023-24にも出場したが予選1回戦で敗退。同年10月1日、フィンランド女子カップで優勝し、さらに同年10月14日にはリーグにおいても優勝タイトルを獲得し、日本人初のフィンランドリーグ、カップ戦の二冠達成。リーグの全選手が投票するMidfielder of the Yearにもノミネートされた。
2024年1月4日、NWSLのレーシング・ルイビルFCと2年契約を結んだことが発表された。
同年8月15日、8月17日に開幕するアメリカ女子サッカーの新リーグ・USLスーパーリーグのDCパワーFCへの移籍が発表された。

## 個人成績

### クラブ
| クラブ                     | シーズン       | リーグ                       | 背番号 | リーグ戦 | リーグ戦 | カップ戦 | カップ戦 | リーグ杯 | リーグ杯 | UEFA | UEFA | 合計 | 合計 |
| クラブ                     | シーズン       | リーグ                       | 背番号 | 出場     | 得点     | 出場     | 得点     | 出場     | 得点     | 出場 | 得点 | 出場 | 得点 |
| -------------------------- | -------------- | ---------------------------- | ------ | -------- | -------- | -------- | -------- | -------- | -------- | ---- | ---- | ---- | ---- |
| 藤枝順心高等学校           | 2013           | —                            | 20     | —        | —        | 1        | 0        | —        | —        | —    | —    | 1    | 0    |
| 藤枝順心高等学校           | 2014           | —                            | 25     | —        | —        | 3        | 0        | —        | —        | —    | —    | 3    | 0    |
| 藤枝順心高等学校           | 2015           | —                            | 8      | —        | —        | 2        | 0        | —        | —        | —    | —    | 2    | 0    |
| 藤枝順心高等学校           | 通算           | 通算                         | 通算   | 0        | 0        | 6        | 0        | 0        | 0        | 0    | 0    | 6    | 0    |
| ヴァッカー・インスブルック | 2021           | 女子ブンデス（オーストリア） | 37     | 8        | 4        | -        | -        | —        | —        | -    | -    | 8    | 4    |
| アルナー＝ビョルナー       | 2021           | トップセリエン               | 7      | 4        | 0        | -        | -        | —        | —        | -    | -    | 4    | 0    |
| アルナー＝ビョルナー       | 2022           | トップセリエン               | 7      | 23       | 4        | 1        | 0        | —        | —        | -    | -    | 24   | 4    |
| アルナー＝ビョルナー       | 通算           | 通算                         | 通算   | 27       | 4        | 1        | 0        | 0        | 0        | 0    | 0    | 28   | 4    |
| KuPS                       | 2023           | カンサリネン                 | 6      | 11       | 3        | 3        | 0        | —        | —        | 2    | 0    | 16   | 3    |
| レーシング・ルイビルFC     | 2024           | NWSL                         | 11     | 0        | 0        | —        | —        | —        | —        | —    | —    | 0    | 0    |
| DCパワーFC                 | 2024-25        | USLS                         | 19     | 23       | 1        | —        | —        | —        | —        | —    | —    | 23   | 1    |
| 通算                       | 日本           | 日本                         | その他 | 0        | 0        | 6        | 0        | 0        | 0        | 0    | 0    | 6    | 0    |
| 通算                       | オーストリア   | オーストリア                 | 1部    | 8        | 4        | 0        | 0        | 0        | 0        | 0    | 0    | 8    | 4    |
| 通算                       | ノルウェー     | ノルウェー                   | 1部    | 27       | 4        | 1        | 0        | 0        | 0        | 0    | 0    | 28   | 4    |
| 通算                       | フィンランド   | フィンランド                 | 1部    | 11       | 3        | 3        | 0        | 0        | 0        | 2    | 0    | 16   | 3    |
| 通算                       | アメリカ合衆国 | アメリカ合衆国               | 1部    | 23       | 1        | 0        | 0        | 0        | 0        | 0    | 0    | 23   | 1    |
| 総通算                     | 総通算         | 総通算                       | 総通算 | 69       | 12       | 10       | 0        | 0        | 0        | 2    | 0    | 81   | 12   |

- トップセリエン（英語版）
  - 初出場 - 2021年10月9日 第15節 ローゼンボリ（英語版）戦 (コテン・アリーナ)[21]
  - 初得点 - 2022年6月18日 第9節 ロア IL（英語版）戦 (アルナ・スポーツパーク（フィンランド語版）)[21]

- カンサリネン・リーガ（英語版）
  - 初出場 - 2023年7月29日 第13節 トゥルン・パロセウラ（英語版）戦 (ヴァレ・アリーナ（英語版）)[21]
  - 初得点 - 2023年8月13日 第16節 オーランド・ユナイテッド（フィンランド語版）戦 (ヴァレ・アリーナ)[21]

- UEFA女子チャンピオンズリーグ
  - 初出場 - 2023年9月7日 UWCL2023-24予選 1回戦 準決勝  コーゲ（英語版）戦 (コーゲ・スポーツパーク（デンマーク語版）)[21]

- USLスーパーリーグ（英語版）
  - 初出場 - 2024年9月8日 第4節 ダラス・トリニティFC（英語版）戦 (コットン・ボウル)[21]
  - 初得点 - 2025年2月24日 第20節 カロライナ・アセントFC（英語版）戦 (アメリカン・レギオン・メモリアル・スタジアム（英語版）)[21]

## タイトル

### クラブ
- クオピオ・パッロセウラ（KuPS）（フィンランド語版）
  - カンサリネン・リーガ（英語版）: 1回 (2023)
  - フィンランド女子カップ（英語版）: 1回 (2023)